# Отношения между България и Северна Македония
Отношенията между България и Македония описват историята и особеностите на отношенията между Република България и Република Северна Македония. Дипломатически отношения между двете страни са установени след 1991 година, когато България първа признава независимостта на Северна Македония, тогава под името „Република Македония“.

## Военна техника от България за Македония
През 1999 г. правителството на Иван Костов решава да подари на Македония 94 танка Т-55 и 108 гаубици. Обмисляно е България да предостави и по един пълен боекомплект за тези оръжия, 42 снаряда за всеки танк и по 100 за всяка гаубица. На 11 ноември 2002 г. тогавашният македонски военен министър Владо Бучковски обявява, че Македония ще продаде дарените ѝ от България танкове Т-55 и ще се модернизира по указанията на НАТО. В крайна сметка през 2003 г., с решение на петото правителство на Македония с министър-председател Хари Костов, започват да претопяват и унищожават танковете, процес, който трае няколко години, с аргумента, че те не отговарят на стандарта на въоръжените сили на страната.

## Случаят „Трето полувреме“ (2012)
Филмът „Трето полувреме“ е филм, който разказва за времето на Втората световна война, когато немските войски окупират Югославия, а с това и българските войски влизат победоносно във Вардарска Македония. Филмът изобразява българите като окупатори и нацисти и внушава, че българските войски не са приети радушно от местното население.
Излъчването и разпространението на филма не остава без политически отзвук. Българските евродепутати Андрей Ковачев, Евгени Кирилов и Станимир Илчев остро протестират пред ЕК, а режисьорът на филма ги обвинява в неофашизъм.